# Laurenczy Gábor
Laurenczy Gábor (Békéscsaba, 1954. március 19. –) magyar kémikus és akadémikus. Jelenleg az Ecole Polytechnique Fédérale de Lausanne Energetikai és Környezetvédelmi Katalízis Csoportjának vezetője. A kémiai tudományok kandidátusa (1991).

## Életpályája
1978-ban diplomázott a Kossuth Lajos Tudományegyetem kémia szakán. Tudományos pályafutását a Kossuth Lajos Tudományegyetem Szervetlen és Analitikai Kémia Tanszékén kezdte 1978-ban. 1981-ben doktorált szervetlen kémiából. 1984-ben egyetemi adjunktus lett.
1985-ben a svájci Lausanne-ba költözött, és a Lausanne-i Egyetem Szervetlen és Analitikai Kémiai Tanszékén kezdett dolgozni. 1986-ban asszisztens, 1987-től első asszisztens, 1991-től főasszisztens, 1998-tól pedig főiskolai és kutatómester; általános, szervetlen és analitikai kémiát, valamint műszeres analízist tanított. 1991-ben lett a kémiai tudományok kandidátusa. 2022-ben a Magyar Tudományos Akadémia külső tagjává választották.
1997 óta tagja az Acta Chimica Hungarica - Modellek a kémiában című folyóirat szerkesztőbizottságának. Az European COST D10 Action elnöke volt: Innovatív módszerek és technikák a kémiai átalakításhoz. Ő képviseli Svájcot az új European COST Action D29 (Fenntartható/zöld kémia és kémiai technológia) irányítóbizottságában. 2002 óta a European COST D30 Action elnöke: A kémiai és biokémiai folyamatok nagynyomású hangolása.

## Munkássága
A nagy nyomáson történő mérési technikák kifejlesztésével jelentősen hozzájárult a gáz- és folyadékfázisban lejátszódó kémiai reakciók tanulmányozásához. Sok éven át európai projekteket vezetett, amelyek a kémiai átalakulások területén az innovatív módszerekre és technikákra, valamint a nagy nyomást alkalmazó kémiai és biokémiai folyamatok optimalizálására összpontosítottak. A közelmúltban végzett munkája és fáradhatatlan elkötelezettsége szabadalomhoz vezetett: a hangyasavból származó hidrogén nagynyomású tárolására és előállítására. Ő vezette azt a csapatot, amely sikeresen kifejlesztett egy eljárást hangyasav hidrogéngázzá történő átalakítására, egy olyan módszert, amelyet publikáltak, és jelenleg ipari fejlesztés alatt áll. Az eljárás két kémiai reakciót tartalmazott, az elsőben a hidrogén átalakul kevésbé gyúlékony hangyasavvá, a másodikban pedig fordítva. A hidrogén katalizátorának és életképes előállítási rendszerének kifejlesztését társai forradalminak tartják, mivel most már lehetővé vált a hidrogéngáz biztonságos tárolása és szállítása kevesebb költséggel. A hidrogéngáz biztonságos tárolása és szállítása kisebb költséggel lehetséges.

## Fordítás
- Ez a szócikk részben vagy egészben  a   Gábor Laurenczy című angol Wikipédia-szócikk ezen változatának fordításán alapul.  Az eredeti cikk szerkesztőit annak laptörténete sorolja fel. Ez a jelzés csupán a megfogalmazás eredetét és a szerzői jogokat jelzi, nem szolgál a cikkben szereplő információk forrásmegjelöléseként.